# Isoetes caroli
Isoetes caroli är en kärlväxtart som beskrevs av E.R.L. Johnson. Isoetes caroli ingår i släktet braxengräs, och familjen Isoetaceae. Inga underarter finns listade i Catalogue of Life.